# Fran Bagenal
Frances "Fran" Bagenal (Dorchester (Dorset), 4 de noviembre de 1954) es una profesora e investigadora británica.

## Biografía
Es profesora de Ciencias Astrofísicas y Planetarias en la Universidad de Colorado en Boulder e investigadora científica sénior en el Laboratorio de Física Atmosférica y Espacial en los campos de los plasmas espaciales y las magnetosferas planetarias.
Bagenal ha trabajado en varias misiones científicas planetarias, incluido el experimento Voyager Plasma Science (PLS), Galileo, Deep Space 1, la misión New Horizons a Plutón y la misión Juno a Júpiter. Por lo general, en su trabajo en diferentes misiones, ella es miembro del equipo científico como científica del plasma. Bagenal presidió el Grupo de Evaluación de Planetas Exteriores de la NASA que proporciona aportaciones de la comunidad científica sobre la exploración del Sistema Solar exterior. Apareció en The Farthest, un documental de 2017 sobre el programa Voyager, y en múltiples documentales de televisión, incluida la miniserie de NOVA 2019, Los Planetas.
Ha sido elegida miembro de la Unión Americana de Geofísica en 2006, miembro heredado de la American Astronomical Society en 2020, miembro de la Academia Nacional de Ciencias en 2021 y recibió el Premio James Van Allen Lecture de la Unión Americana de Geofísica en 2018. El asteroide 10020 Bagenal del cinturón exterior principal, descubierto por el astrónomo Schelte John Bus en el Observatorio Palomar en 1979, recibió su nombre en su honor. La cita oficial del nombre se publicó el 13 de abril de 2017 (M.P.C. 103974).

## Publicaciones selectas
- Bagenal, Fran; Dowling, Timothy E.; McKinnon, William B. (2007). Jupiter: The Planet, Satellites and Magnetosphere. Cambridge University Press. p. 732. ISBN 978-0-5218-1808-7.
- Bagenal, Fran; Keiling, Andreas; Donovan, Eric; Karlsson, Tomas (2012). Auroral Phenomenology and Magnetospheric Processes: Earth and Other Planets. American Geophysical Union. p. 443. ISBN 978-0-8759-0487-0.